# Садовский, Павел Юрьевич
Павел Юрьевич Садовский (бел. Павел Юр’евіч Садоўскі; род. 17 февраля 1999, Березинское, Минская область) — белорусский футболист, полузащитник.

## Клубная карьера
Воспитанник минского «Динамо». С 2015 по 2016 года выступал за дубль. Во второй половине 2017 года выступал во Второй лиге за «Молодечно-ДЮСШ-4». В июле 2019 года он перешёл в дзержинский «Арсенал», но сыграл лишь в одном матче Второй лиги и одном кубковом матче, а уже в августе покинул команду.
С января 2020 года он тренировался в составе «Смолевичи» и в результате начал сезон в составе клуба. 20 марта 2020 года он дебютировал в Высшей лиге, выйдя на замену в конце матча с брестским «Динамо» (1:1). В дальнейшем он играл за дубль. Он покинул клуб в июле 2020 года.

## Карьера за сборную
За сборную Беларуси (до 17 лет) выступал в отборочных раундах чемпионата Европы в октябре 2014 и октябре 2015 года, а в марте 2015 года выступал в элитном раунде чемпионата Европы

## Статистика
| Сезон       | Дивизион | Клуб             | Страна        | Матчи | Голы |
| ----------- | -------- | ---------------- | ------------- | ----- | ---- |
| 2015        | дубль    | Динамо           | Флаг Беларуси | 10    | 0    |
| 2016        | дубль    | Динамо           | Флаг Беларуси | 3     | 0    |
| 2017 (2)    | Д3       | Молодечно-ДЮСШ-4 | Флаг Беларуси | 8     | 0    |
| 2019 (сер.) | Д3       | Арсенал          | Флаг Беларуси | 1     | 0    |
| 2019 (1)    | Д1       | Смолевичи        | Флаг Беларуси | 1     | 0    |